# Claroteidae
Claroteidae — родина риб з надродини Bagroidea ряду сомоподібних. Складається з 2 підродин, 13 родів та 86 видів.

## Опис
Загальна довжина представників цієї родини коливається від 6 до 150 см. Значною мірою схожі на представників родини Bagridae, відрізняються від останніх насамперед на молекулярному рівні. Голова помірно велика, з 4 парами вусиків. Рот великий. Зуби гострі, розширені знизу догори. Тулуб помірно подовжено. У більшості видів є 2 спинних плавця, передній значно більший за задній. Задній розташовано близько до хвостового плавця. Спинний плавець короткий, піднятий догори. Грудні плавці сильні. Спинний та грудні плавці з сильним жорстким хребтом. Мають жировий плавець. Анальний плавець. Хвостовий плавець роздвоєно.
Забарвлені у темні кольори з численними цяточками.

## Спосіб життя
Особливо полюбляють повільні й мулисті води великих річок. Ведуть нічний спосіб життя. Активні хижаки. Живляться рибами, безхребетними тваринами, рослинною їжею.
Відкладають ікру, при цьому самець до появи мальків охороняє гніздо з яйцями.

## Розповсюдження
Поширені в озері Танганьїка та басейні річки Конго.

## Підродини та роди
- Підродина Auchenoglanidinae
  - Рід Anaspidoglanis
  - Рід Auchenoglanis
  - Рід Notoglanidium
  - Рід Parauchenoglanis
  - Рід Platyglanis
- Підродина Claroteinae
  - Рід Amarginops
  - Рід Bathybagrus
  - Рід Chrysichthys
  - Рід Clarotes
  - Рід Gephyroglanis
  - Рід Lophiobagrus
  - Рід Pardiglanis
  - Рід Phyllonemus